# Portugiesische Nationalmannschaft bei der Internationalen Sechstagefahrt
Die portugiesischen Nationalmannschaften bei der Internationalen Sechstagefahrt sind eine Auswahl von portugiesischen Fahrern und Fahrerinnen für die Nationenwertungen dieses Endurosport-Wettbewerbes.
Entsprechend den Regelungen für die Sechstagefahrt wurden Nationalmannschaften für die Wertung um World Trophy, Junior World Trophy und die Women`s World Trophy zugelassen. Der Umfang der Mannschaften und die Regularien für die Teilnahme änderten sich mehrmals im Laufe der Zeit.
Erstmals nahm 1985 eine Nationalmannschaft Portugals im Wettbewerb um die World Trophy teil. Bislang beste Platzierungen sind zwei vierte Plätze in den Jahren 1999 und 2017. Im Wettbewerb um die Junior World Trophy nahm erstmals 1993 eine portugiesische Mannschaft teil. Beste Platzierung in diesem Wettbewerb ist ein zweiter Platz im Jahr 2002. Beste Platzierung der Frauen-Nationalmannschaft ist bislang ein vierter Platz im Jahr 2021.
Die Liste erhebt keinen Anspruch auf Vollständigkeit.

## 1985–2006
| Jahr                    | World Trophy | Junior World Trophy                                                                                                   |
| ----------------------- | --- | --- |
| 1985                    | 19. Evelo Ramos (KTM 125) João Lopes (KTM 250) Rui Novo (KTM 250) António Lopes (KTM 500) João Perreira (KTM 500 4T) Projecto                                            | keine Teilnahme |
| 1986                    | keine Teilnahme | keine Teilnahme |
| 1987                    | 19. Paulo Marques (Aprilia 125) Pedro Belchior (KTM 125) João Lopes (Honda 250) Alexandre Pires (Aprilia 250) António Lopes (Honda 350) Rui Novo (Husqvarna 500)         | keine Teilnahme |
| 1988                    | 13. João Silva (KTM 125) António Silva (Honda 125) J. Carvalho (Yamaha 500) João Lopes (Honda 250) Paulo Marques (Honda 350) R. Lemos (Macal 80)                         | keine Teilnahme |
| 1989                    | 16. Jorge Silva (KTM 125) António Silva (Honda 125) António Lopes (Honda 250) Paulo Marques (Honda 250) Alexandre Pires (Honda 350 4T) João Lopes (Honda 500)            | keine Teilnahme |
| {\displaystyle \vdots } | keine Teilnahme | keine Teilnahme |
| 1993                    | 15. Miguel Farrajota (TM 125) Paulo Marques (Honda 250) Jorge Silva (Suzuki 250) Filipe Filipe (Honda 250) Mário Brás (Suzuki 350) Rosa João (Honda 500)                 | 9. Bianchi Prata (TM 125) Pedro Rodrigues (TM 125) Armindo Neves (Kawasaki 250) Pedro Mariano (Suzuki 350)            |
| 1994                    | 7. Paulo Marques (Honda 175) Filipe Felipe (TM 175) Dulcinio Cardona (Honda 175) Bianchi Prata (TM 125) João Lopes (Honda 350 4T) Joaquim Lima (KTM 1300 4T)             | keine Teilnahme |
| 1995                    | 14. Paulo Marques (Honda 175) Filipe Felipe (Honda 175) Mário Brás (KTM 500 4T) Pedro Bianchi Prata Jorge Silva (Suzuki 350 4T) João Lopes (Husqvarna 500)               | 13. Victor Azevedo (Honda 125) Tome Fontaínhas (Honda 175) Miguel Silva (Honda 500 4T) Pedro Mariano (Suzuki 125)     |
| 1996                    | 11. Victor Azevedo (Honda 125) Pedro Bianchi Prata (TM 125) Miguel Farrajota (TM 175) Paulo Marques (Honda 175) António Oliveira (Honda 175) Mário Brás (KTM 500)        | keine Teilnahme |
| 1997                    | 9. Pedro Bianchi Prata (TM 125) Miguel Farrajota (TM 175) Pedro Afonso (Honda 175) António Oliveira (Honda 175) Paulo Marques (Honda 400 4T) Mário Brás (KTM +500 4T)    | keine Teilnahme |
| 1998                    | 11. Pedro Bianchi Prata Miguel Farrajota Paulo Marques Pedro Afonso António Oliveira Mário Brás                                                                          | keine Teilnahme |
| 1999                    | 4. Pedro Bianchi Prata (TM 125) Ruben Faria (Yamaha 125) Victor Azevedo (Honda 125) Miguel Farrajota (TM 250) João Marques (Yamaha 250) António Oliveira (Honda 400)     | 8. Sandro Marcos (Kawasaki 125) Paulo Gonçalves (Honda 250) Hélder Rodrigues (Yamaha 250) Pedro Afonso (Kawasaki 250) |
| 2000                    | 11. Sandro Marcos (Honda 125) Hélder Rodrigues (Honda 125) Rúben Faria (Yamaha 250) Paulo Gonçalves (Honda 250) Pedro Bianchi Prata (Yamaha 400) Luís Serra (Yamaha 400) | 9. Walter Martins (Yamaha 125) João Marques (Yamaha 250) José Santos (GasGas 250) Pedro Barradas (Honda 250)          |
| 2001                    | keine Teilnahme | keine Teilnahme |
| 2002                    | keine Teilnahme | 2. Walter Martins (KTM 125) Hélder Rodrigues (Honda 175) Paulo Goncalves (Honda 175) Sandro Silva (Honda 175)         |
| 2003                    | 13. Pedro Enes (Yamaha 125) Mario Patrao (Yamaha 250) Helder Rodrigues (KTM 250) Luis Serra (Honda 250) Paulo Goncalves (GasGas 450) Rúben Faria (Yamaha 450)            | keine Teilnahme |
| 2004                    | 11. Hélder Rodrigues (KTM) Pedro Enes (Honda) Mario Patrão (Yamaha) Jordão Jorge (KTM) Paulo Gonçalves (GasGas) Paulo Felícia (GasGas)                                   | keine Teilnahme |
| 2005                    | 8. Pedro Enes (KTM) Fernando Ferreira (Yamaha) Paulo Gonçalves (Honda) Carlos Santos (KTM) Hélder Rodrigues (GasGas) Paulo Felícia (GasGas)                              | 9. Gonçalo Reis (Yamaha) Bruno Alvarinhas (KTM) Gustavo Gaudêncio (KTM) António Maio (Yamaha)                         |
| 2006                    | keine Teilnahme | 14. Gustavo Gaudêncio (Husqvarna 250) Gonçalo Reis (KTM 250) António Maio (Yamaha 250) Paulo Felícia (Beta 450)       |

## Seit 2007
| Jahr | World Trophy | Junior World Trophy                                                                                                 | Women’s World Trophy                                                       |
| ---- | --- | --- | -------------------------------------------------------------------------- |
| 2007 | keine Teilnahme | keine Teilnahme | keine Teilnahme                                                            |
| 2008 | 12. João Sares (Yamaha) David Megre (KTM) Pedro Oliveira (Yamaha) Fernardo Ferreira (Yamaha) Mário Patrão (Suzuki) Paulo Felícia (GasGas)        | 7. Gonçalo Reis (KTM) Gonçalo Bandeira (Suzuki) Tomás Neves (Yamaha) Gustavo Gaudêncio (Yamaha)                     | keine Teilnahme                                                            |
| 2009 | 6. Hélder Rodrigues (Yamaha) Gonçalo Reis (Yamaha) Luís Correia (Yamaha) Mário Patrão (Suzuki) Gustavo Gaudêncio (KTM) Paulo Felícia (Husqvarna) | 6. Diogo Ventura (Suzuki) Nuno Oliveira (Kawasaki) Gonçalo Bandeira (Yamaha) Luís Oliveira (Yamaha)                 | keine Teilnahme                                                            |
| 2010 | keine Teilnahme | keine Teilnahme | keine Teilnahme                                                            |
| 2011 | 8. Luís Oliveira (Yamaha) Diogo Ventura (Suzuki) Luís Correia (Yamaha) Paulo Felícia (Yamaha) Gonçalo Reis (Honda) Hélder Rodrigues (Yamaha)     | keine Teilnahme | keine Teilnahme                                                            |
| 2012 | keine Teilnahme | 5. Bernardo Megre (KTM) Henrique Nogueira (Honda) Luís Oliveira (Yamaha) Diogo Ventura (Husqvarna)                  | keine Teilnahme                                                            |
| 2013 | keine Teilnahme | 9. Luís Oliveira (Yamaha) Jorge Vasconcelos-Leite (Yamaha) Diogo Barata-Ventura (Yamaha) José Soares-Borges (Honda) | keine Teilnahme                                                            |
| 2014 | keine Teilnahme | keine Teilnahme | keine Teilnahme                                                            |
| 2015 | 8. Luís Correia (Beta) João Lourenço (Kawasaki) Luís Oliveira (Yamaha) Gonalo Reis (KTM) Joaquim Rodrigues (KTM) Diogo Ventura (GasGas)          | keine Teilnahme | keine Teilnahme                                                            |
| 2016 | 13. Luís Oliveira (Yamaha) Gonçalo Reis (KTM) Diogo Ventura (GasGas) Luís Correia (Beta)                                                         | 19. André Silva (KTM) Diogo Vieira (Beta) João Vivas (Beta)                                                         | keine Teilnahme                                                            |
| 2017 | 4. Gonçalo Reis (KTM) João Vivas (KTM) Diogo Ventura (Honda) Luís Oliveira (Honda)                                                               | 13. André Martins (Suzuki) Tomás Clemente (KTM) Manuel Teixeira (KTM)                                               | 7. Flávia Rôlo (KTM) Rita Vieira (Beta) Bruna Antunes (KTM)                |
| 2018 | 6. Gonçalo Reis (Sherco) Luís Oliveira (Yamaha) Diogo Ventura (Honda) Rui Gonçalves (Yamaha)                                                     | 11. Tomás Clemente (KTM) Rodrigo Belchior (KTM) Gonçalo Robrosa (KTM)                                               | 6. Bruna Antunes (KTM) Joana Gonçalves (Beta) Rita Vieira (Yamaha)         |
| 2019 | 9. João Lourenço (Beta) Diogo Ventura (Honda) Diogo Vieira (Yamaha) Gonçalo Reis (GasGas)                                                        | 4. Tomás Clemente (KTM) Rodrigo Belchior (KTM) Manuel Teixeira (Husqvarna)                                          | 6. Rita Vieira (Yamaha) Bruna Antunes (KTM) Joana Gonçalves (Husqvarna)    |
| 2021 | 5. Rui Gonçalves (Sherco) Diogo Ventura (Beta) Luís Oliveira (Yamaha) Gonçalo Reis (GasGas)                                                      | 10. Gonçalo Sobrosa (Beta) Rodrigo Luz (Yamaha) Renato Silva (Beta)                                                 | 4. Rita Vieira (Yamaha) Bruna Antunes (GasGas) Joana Gonçalves (Husqvarna) |
| 2022 | 20. Abel Carreiro (Husqvarna) Diogo Vieira (GasGas) Ricardo Wilson (TM) Gonçalo Reis (GasGas)                                                    | 9. Tomas Clemente (GasGas) Frederico Rocha (Fantic) Renato Silva (Beta)                                             | keine Teilnahme                                                            |
| 2023 | keine Teilnahme | 7. Francisco Leite (Sherco) Frederico Rocha (GasGas) Rui Fernandes (Sherco)                                         | keine Teilnahme                                                            |
| 2024 | 9. Renato Silva (Beta 350 4T) Luis Oliveira (Yamaha 450 4T) Bruno Charrua (GasGas 350 4T) Goncalo Reis (GasGas 350 4T)                           | 7. Ruben Ferreira (Beta 250 2T) Frederico Rocha (Rieju 250 2T) Francisco Leite (Sherco 125 2T)                      | keine Teilnahme                                                            |